# Sistema d'Interconnexió Borsària Espanyol
El Sistema d'Interconnexió Borsària Espanyol, (SIBE), és la plataforma electrònica implementada el 2 de novembre de 1995, en substitució del sistema CATS (Computer Assisted Trading System), per a la negociació de valors de renda variable de les quatre borses espanyoles. El SIBE interconnecta les quatre borses, permetent operar com un mercat únic (mercat continu espanyol). A més de les quatre borses de valors, aquest sistema també s'empra en altres mercats integrats dins del holding Borses i Mercats Espanyols com Latibex, AIAF i MAB. És gestionat per la Societat de Borses, una filial de BME.

## Sistema
El SIBE és una plataforma electrònica multilateral i automàtica per a la negociació de valors de renda variable admesos a cotització en les borses espanyoles que ofereix, a més, informació en temps real sobre l'activitat i tendència de cada valor. Així mateix, facilita l'operador els mitjans necessaris perquè executi i gestioni les seves ordres. La prioritat de tancament d'operacions ve determinada pel preu i, en cas d'igualtat de preus, per la prioritat temporal en la introducció de les ordres. La unitat mínima de contractació és una acció, un dret de subscripció, un warrant o un ET.

## Sessions i horaris
Les sessions tenen lloc els dies hàbils marcats pel calendari anual i l'horari és el següent:
- Subhasta d'obertura (entre les 8.30 i les 9:00): introducció, modificació i cancel·lació d'ordres, sense que es permeti el seu encreuament.
- Sessió contínua (entre les 9:00 i les 17.30): contractació.
- Subhasta de volatilitat (amb una durada de 5 minuts més un final aleatori d'un màxim de 30 segons), durant la qual es realitzen abans que es registrin ordres els preus es poden sobrepassar els límits màxims de variació marcats (rang dinàmic i rang estàtic).
- Subhasta de tancament (entre les 17.30 i les 17.35): introducció, modificació i cancel·lació d'ordres, sense que es permeti el seu encreuament.